# Joan van Akerlaken
Joan van Akerlaken (ur. w 1672, zm. 1712) – regent miasta Hoorn od roku 1692; deputowany do holenderskich Stanów Generalnych (Statenvergadering) i ich pomocniczy sekretarz. W latach 1710–11 był sekretarzem Admiralicji Floty Północnej (Noorderkwartier).